# Conostoma oemodium
A Conostoma oemodium a madarak osztályának verébalakúak (Passeriformes) rendjébe és a óvilági poszátafélék (Sylviidae) családjába tartozó Conostoma nem egyetlen faja.

## Előfordulása
Bhután, Kína, India, Mianmar és Nepál területén honos.

## Megjelenése
Testhossza 28 centiméter.